# Петрецово (Алфьоровське сільське поселення)
Петрецово (рос. Петрецово) — присілок в Калязінському районі Тверської області Російської Федерації.
Населення становить 13 осіб. Входить до складу муніципального утворення Алфьоровське сільське поселення.

## Історія
Від 2005 року входило до складу муніципального утворення Алфьоровське сільське поселення.

## Населення
| 2010 |
| ---- |
| 13   |